# Panajachel

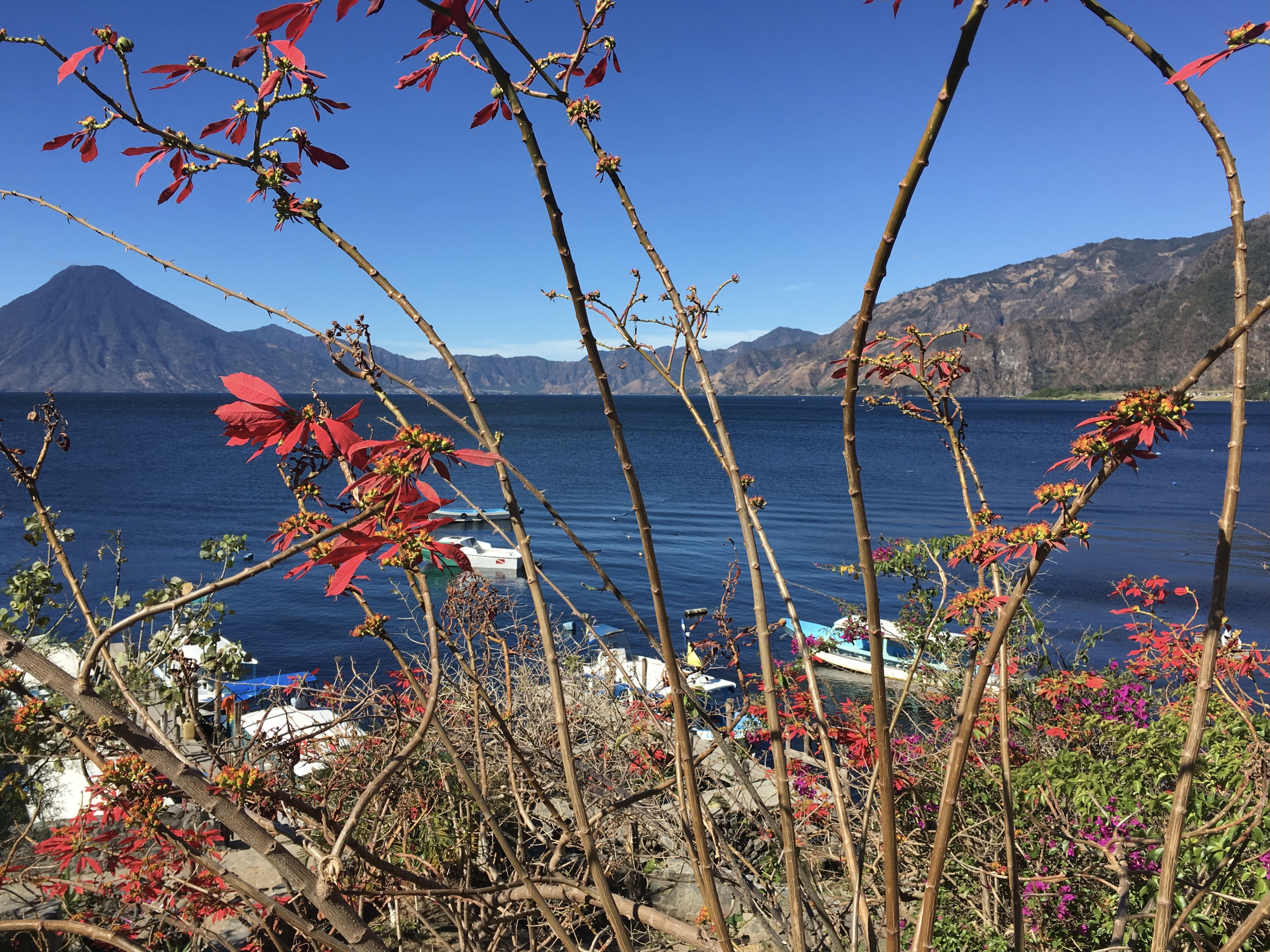
Výhled z Panajachelu na Lago de Atitlán a Volcán San Pedro.

Panajachel (Pana) je město v jihozápadní guatemalské vysočině asi 100 km od Ciudad de Guatemala. Nadmořská výška je 1597 metrů. Město Panajachel se nachází na severovýchodním pobřeží jezera Atitlán a je centrem cestovního ruchu v této oblasti, neboť poskytuje základnu pro návštěvníky vesnic na břehu jezera.
Výraz „panajachel“ se zhruba se překládá jako „místo Matasanos“. Matasano je ovocný strom s léčivými účinky, který se vyskytuje v okolí jezera.